# 680 v.Chr.
Het jaar 680 v.Chr. is een jaartal volgens de christelijke jaartelling.

## Gebeurtenissen

### Palestina
- Koning Abdi-Milkutti (680 - 677 v.Chr.) heerser over Sidon.

### Assyrië
- Koning Esarhaddon laat het verwoeste Babylon herbouwen.
- Esarhaddon begint met het driejarig beleg van Sidon.

### Griekenland
- Tlisias wordt benoemd tot archont van Athene.

## Geboren
- Archilochus, Grieks dichter van Paros